# Ivonei
Ivonei Júnior da Silva Rabelo dit Ivonei, né le 16 avril 2002 à Rondonópolis au Brésil, est un footballeur brésilien qui évolue au poste de milieu de terrain au Botafogo Ribeirão Preto.

## Biographie

### Santos FC
Né à Rondonópolis au Brésil, Ivonei est le fils de l'ancien footballeur, Nei. Il rejoint le centre de formation du Santos FC en 2013. Le 2 octobre 2018, il signe son premier contrat professionnel, le liant au club jusqu'en 2021,. Il fait forte impression avec l'équipe des moins de 17 ans du club, marquant notamment sept buts en 30 matchs en 2019. Il joue ensuite avec l'équipe B avant de s'entrainer pour la première fois avec le groupe professionnel en mars 2020.
En juillet 2020, il est promu en équipe première. Un mois plus tard, le 14 août 2020 Ivonei joue son premier match de championnat contre le SC Internacional. Il entre en jeu à la place d'Alison et son équipe s'incline par deux buts à zéro. Le 2 octobre 2020, Ivonei fait sa première apparition en Copa Libertadores face au club paraguayen du Club Olimpia. Il entre en jeu en cours de partie et son équipe s'impose par trois buts à deux. C'est également contre le SC Internacional qu'il inscrit son premier but en professionnel, le 14 novembre 2020, sur coup franc direct lors d'une victoire en championnat par deux buts à zéro.

### En sélection
Ivonei compte deux sélections avec l'équipe du Brésil des moins de 17 ans, obtenues en 2018, contre l'Angleterre et le Portugal.